# Campeonato Mundial de Piragüismo en Eslalon de 2026
El XLV Campeonato Mundial de Piragüismo en Eslalon se celebrará en Oklahoma City (Estados Unidos) en el año 2026 bajo la organización de la Federación Internacional de Piragüismo (ICF) y la Federación Estadounidense de Piragüismo.